# Brendan Perlini
Brendan Perlini (ur. 27 kwietnia 1996 w Guildford, Wielka Brytania) – hokeista kanadyjski, gracz ligi NHL, reprezentant Kanady.

## Kariera klubowa
- Barrie Colts (21.07.2012 - 10.01.2013)
- Niagara IceDogs (10.01.2013 - 18.07.2014)
- Arizona Coyotes (18.07.2014 - 26.11.2018)
  -  Niagara IceDogs (2014 - 2016)
  -  Tucson Roadrunners (2016 - 2017)
- Chicago Blackhawks (26.11.2018 -

## Kariera reprezentacyjna
- Reprezentant Kanady na MŚJ U-18 w 2014
- Reprezentant Kanady na  MŚJ U-20 w 2016

## Sukcesy
Reprezentacyjne
- Brązowy medal z reprezentacją Kanady na MŚJ U-18 w 2014